# Außenministerium (Bulgarien)
Das bulgarische Außenministerium (bulgarisch Министерство на външните работи Ministerstvo na vŭnshnite raboti) ist eine staatliche Einrichtung in Bulgarien im Rang eines Ministeriums, das nach der bulgarischen Verfassung den Präsidenten Bulgariens bei der Formulierung und Durchführung der Außenpolitik des Landes im Bezug auf seine Beziehungen zu anderen Staaten und internationalen Organisationen unterstützt. Es gehört zu den ersten 6 bulgarischen Ministerien, die nach der Befreiung Bulgariens am 5. Juli 1879 gegründet wurden. Der Außenminister ist Mitglied des Ministerrates (Regierung). Die zentrale Verwaltung des Ministeriums befindet sich in einem Gebäude in der Alexander-Schendow-Straße 2 in der bulgarischen Hauptstadt Sofia. Amtierende Außenministerin ist Teodora Gentschowska.
| Haupteingang des bulgarischen Außenministeriums | Haupteingang des bulgarischen Außenministeriums |
| ----------------------------------------------- | ----------------------------------------------- |
| Stellung                                        | Oberste Regierungsbehörde                       |
| Gründung                                        | 1879                                            |
| Hauptsitz                                       | Sofia                                           |
| Behördenleitung                                 | Iwan Kondow                                     |
| Netzauftritt                                    | https://www.mfa.bg/en/                          |

## Organisation

### Dienstsitz
Das Außenministerium hat seinen Hauptsitz in Sofia (bulgarisch „Александър Жендов“ № 2 Alexander-Schendow-Straße 2, Sofia 1113).

### Leitung
An der Spitze des Ministeriums steht die Außenministerin, seit Dezember 2021 Teodora Gentschowska.

## Auslandsvertretungen
Das bulgarische Außenministerium hat Auslandsvertretungen in den Hauptstädten aller Länder Europas, Nordamerikas, sowie in weiten Teilen Asiens, Südamerikas und Ozeaniens. Die wenigsten Auslandsvertretungen sind in Afrika zu finden. Zu den Auslandsvertretungen zählen Botschaften, Generalkonsulate und Konsulate sowie ständige Vertretungen bei zwischenstaatlichen und überstaatlichen Organisationen, wie z. B. der EU, NATO und UN. Das Außenministerium unterhält momentan (Stand: Januar 2022) 107 Auslandsvertretungen, darunter 84 Botschaften, 17 Generalkonsulate, zwei Konsulate und mindestens neun multinationale Vertretungen. In Deutschland sind mit fünf Auslandsvertretungen die meisten weltweit zu finden (Stand: Januar 2022). In der Türkei, den Vereinigten Staaten und Russland sind es jeweils vier. (Stand: Januar 2022)

## Geschichte
Als Folge des Russisch-Osmanischen Krieges und dem Berliner Kongress von 1878 wurde erlange Bulgarien in Form eines autonomes, jedoch dem Osmanischen Reich nominell unterstelltes Fürstentum die Staatlichkeit zurück. Mit dem Inkrafttreten der ersten Verfassung des Landes aus April 1879 und der kurz darauf folgenden Wahl von Prinz Alexander von Battenberg zum Fürsten wurde auch die erste Regierung Bulgariens bestätigt. Zum ersten Außenminister des Landes wurde noch im selben Jahr, in der Regierung des konservativen Politikers Todor Burmow, Marko Balabanow ernannt.
Siehe auch: Geschichte Bulgariens